# М1 (Варшавски метро)
Линија М1 је прва линија варшавског метроа. Дуга је 23,1 км, има 21 станицу и креће се од насеља Кабати у округу Урсинов до округа Млочини у Белању . 
Одлука о изградњи донета је 1982., а годину дана касније почели су први радови у Урсинову. 1995. пуштена је у рад прва деоница трасе која је повезивала Урсинов и Мокотов са Сродмијешћем, а наредне деонице су пуштене у рад наредних година. 2008. завршена је изградња деонице Белањи и започети су прелази на целој линији.  Такође постоји план да се додају две додатне станице око централног дела метро линије. 
Возови саобраћају отприлике од 5 ујутро до 10 минута после поноћи (од понедељка до четвртка и недеље) и од приближно 5 ујутро до 3 ујутро (петак и субота). 

## Историја

### Први планови
Након неуспеха у изградњи дубоког метроа 50-их, цензура је дуго времена брисала свако помињање варшавског метроа из свих публикација. Међутим, градилиште метроа је остављено полулегално.
Почетком 70-их, развој периферних округа леве обале Варшаве је био узнапредовао.

## Тренутне станице
| Шифра | Име              | Слика | Отворено | Координате                                                |
| ----- | ---------------- | ----- | -------- | --------------------------------------------------------- |
| A01   | Kabaty           |       |          | 52° 07′ 55″ С; 21° 03′ 57″ И / 52.131953° С; 21.065801° И |
| A02   | Natolin          |       |          | 52° 08′ 24″ С; 21° 03′ 27″ И / 52.139933° С; 21.057618° И |
| A03   | Imielin          |       |          | 52° 08′ 59″ С; 21° 02′ 43″ И / 52.149823° С; 21.045328° И |
| A04   | Stokłosy         |       |          | 52° 09′ 22″ С; 21° 02′ 04″ И / 52.156177° С; 21.034564° И |
| A05   | Ursynów          |       |          | 52° 09′ 43″ С; 21° 01′ 39″ И / 52.162034° С; 21.027585° И |
| A06   | Służew           |       |          | 52° 10′ 24″ С; 21° 01′ 34″ И / 52.173347° С; 21.026225° И |
| A07   | Wilanowska       |       |          | 52° 10′ 54″ С; 21° 01′ 23″ И / 52.181746° С; 21.022932° И |
| A08   | Wierzbno         |       |          | 52° 11′ 25″ С; 21° 01′ 00″ И / 52.190227° С; 21.016722° И |
| A09   | Racławicka       |       |          | 52° 11′ 53″ С; 21° 00′ 46″ И / 52.198151° С; 21.012859° И |
| A10   | Pole Mokotowskie |       |          | 52° 12′ 32″ С; 21° 00′ 28″ И / 52.208954° С; 21.007839° И |
| A11   | Politechnika     |       |          | 52° 13′ 03″ С; 21° 00′ 53″ И / 52.217551° С; 21.014699° И |
| A13   | Centrum          |       |          | 52° 13′ 49″ С; 21° 00′ 38″ И / 52.230350° С; 21.010682° И |
| A14   | Świętokrzyska    |       |          | 52° 14′ 07″ С; 21° 00′ 27″ И / 52.235373° С; 21.007573° И |
| A15   | Ratusz Arsenał   |       |          | 52° 14′ 41″ С; 21° 00′ 05″ И / 52.244830° С; 21.001332° И |
| A17   | Dworzec Gdański  |       |          | 52° 15′ 30″ С; 20° 59′ 40″ И / 52.258223° С; 20.994445° И |
| A18   | Plac Wilsona     |       |          | 52° 16′ 09″ С; 20° 59′ 04″ И / 52.269117° С; 20.984372° И |
| A19   | Marymont         |       |          | 52° 16′ 18″ С; 20° 58′ 18″ И / 52.271735° С; 20.971598° И |
| A20   | Słodowiec        |       |          | 52° 16′ 37″ С; 20° 57′ 36″ И / 52.276877° С; 20.959956° И |
| A21   | Stare Bielany    |       |          | 52° 16′ 53″ С; 20° 57′ 00″ И / 52.281324° С; 20.949997° И |
| A22   | Wawrzyszew       |       |          | 52° 17′ 11″ С; 20° 56′ 22″ И / 52.286377° С; 20.939444° И |
| A23   | Młociny          |       |          | 52° 17′ 25″ С; 20° 55′ 45″ И / 52.290384° С; 20.929234° И |

## Будуће станице
| Code | Name             | Line    | Date    | Status  | Coordinates                                               |
| ---- | ---------------- | ------- | ------- | ------- | --------------------------------------------------------- |
| A12  | Plac Konstytucji | Line M1 | by 2050 | planned | 52° 13′ 31″ С; 21° 00′ 51″ И / 52.225278° С; 21.014167° И |
| A16  | Muranów          | Line M1 | by 2050 | planned | 52° 15′ 00″ С; 20° 59′ 56″ И / 52.25° С; 20.998889° И     |

## Возни парк
| Возни парк            | Година               | Аутомобили | Возови |
| --------------------- | -------------------- | ---------- | ------ |
| 81-717.3/714.3        | 1989                 | 6          | 1      |
| Alstom Metropolis 98B | 2000–2002, 2004–2005 | 108        | 18     |
| Siemens Inspiro       | 2013–2014            | 90         | 15     |
| Škoda Varsovia        | 2022–2023            | 222        | 37     |
| Укупно                | Укупно               | 426        | 71     |

- 81-717.3/714.3
- Alstom Metropolis 98B
- Siemens Inspiro
- Škoda Varsovia

Линију су некада саобраћали возови серије 81 Метровагонмаша. Ови сетови су укинути 2023. Једна гарнитура од 6 вагона (број 02) је сачувана као целина баштине. 

## Депои
Једно депо се налази се јужно од станице Кабати . Овај депо се, између осталог, користи за поправку, одржавање и тестирање метро возова. Од 2020. сам депо је запошљавао око 500 људи. 